# Ruigenhoek
Ruigenhoek is een buurtschap in de gemeente Noordwijk gelegen in de Nederlandse provincie Zuid-Holland. Het ligt aan de N206 tussen Noordwijkerhout en De Zilk. Ruigenhoek was, samen met De Zilk, onderdeel van de voormalige gemeente Noordwijkerhout.

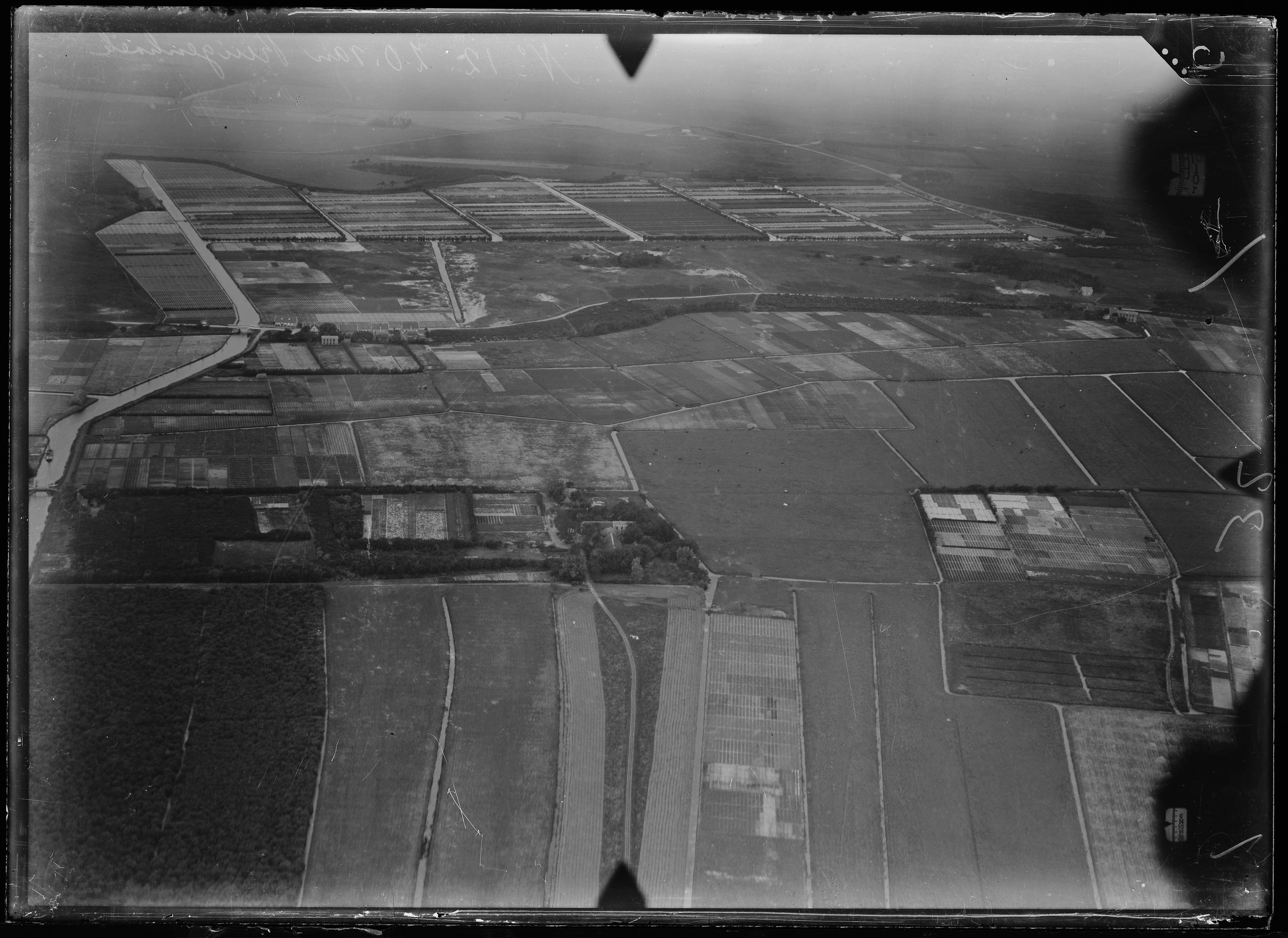
Luchtfoto van gebied ten zuidoosten van Ruigenhoek, Luchtvaartafdeeling, 1920-1940. Links het Steengrachtkanaal.

Kernen: Noordwijk aan Zee · Noordwijk-Binnen · Noordwijkerhout · De Zilk

Buurtschappen: De Klei · Ruigenhoek

Zuid-Holland: Steden en dorpen      Nederland: Provincies · Gemeenten